# Pomaretto
Pomaretto (piemonti nyelven Poumaret, okcitánul Poumaret) egy észak-olasz község (comune) a Piemont régióban. A község a Germanasca-völgyben található.

## A község ismertebb születei
- Paolo Ferrero olasz politikus.

## Fordítás
- Ez a szócikk részben vagy egészben  a   Pomaretto című olasz Wikipédia-szócikk fordításán alapul.  Az eredeti cikk szerkesztőit annak laptörténete sorolja fel. Ez a jelzés csupán a megfogalmazás eredetét és a szerzői jogokat jelzi, nem szolgál a cikkben szereplő információk forrásmegjelöléseként.